# إسلام عبد القادر
إسلام عبد القادر (9 فبراير 1994 - ) هو لاعب كرة طائرة مصر.